# Jan Sabała Krzeptowski (chân dung)
Jan Sabała Krzeptowski là bức chân dung màu nước do họa sĩ người Ba Lan Walery Eljasz-Radzikowski sáng tác.
Sabała là một nhạc sĩ, ca sĩ vùng cao kiêm làm thợ săn. Bức tranh chân dung được sáng tác vào lúc Sabała sắp qua đời, tháng 8 năm 1889. Họa sĩ Walery Eljasz-Radzikowski lúc đó đang ở Zakopane để soạn thảo và vẽ minh họa sách Hướng dẫn vùng Tatras, Pieniny và Szczawnice. Ngoài dãy núi Tatra, họa sĩ còn vẽ về con người ở vùng cao.
Màu nước tạo cảm giác cổ kính trong nhãn quan người xem bức tranh. Tranh chân dung Sabała vẽ mái tóc dài màu xám, diện cuchę trong chiếc áo sơ mi trắng và chiếc áo khoác treo ngang vai mình. Phía dưới bức tranh có dòng chữ của tác giả:"Jan Sabała Krzeptowski, ngày 14 tháng 8 năm 1889. Zakopane. Walery Eljasz).
Bức tranh được một nhà sưu tập tranh tại Lviv mua. Sau chiến tranh, bức tranh được chuyển đến Ba Lan, nhưng không được trưng bày trước công chúng. Tác phẩm này vẫn là tài sản tư của dòng họ.

## Sách
- Wielka encyklopedia tatrzańska. Poronin: Wyd. Górskie. ISBN 83-7104-009-1.